# Leatherhead
Leatherhead es una localidad situada en el distrito no metropolitano de Mole Valley, en el condado de Surrey, Inglaterra, Reino Unido. Se encuentra en el área metropolitana de Londres, en la margen derecha del río Mole. En el censo de 2011 contaba con una población de 11316 habitantes.